# Atropoides olmec
Atropoides olmec е вид змия от семейство Отровници (Viperidae). Видът не е застрашен от изчезване.

## Разпространение
Разпространен е в Гватемала и Мексико.

## Описание
Популацията на вида е стабилна.